# Eleccions federals alemanyes de 1994
Les eleccions federals alemanyes de 1994 se celebraren el 16 d'octubre de 1994 per a elegir els membres del Bundestag de la República Federal d'Alemanya.
| ← Eleccions federals alemanyes, 16 d'octubre de 1994 → |                                           |            |                     |                      |                |                      |                       |
|                                                        | Partit                                    | Vots       | Percentatge de vots | Diferència vers 1990 | Total d'escons | Diferència vers 1990 | Percentatge d' Escons |
|                                                        | Unió Demòcrata Cristiana d'Alemanya (CDU) | 16.089.960 | 34,2%               | -2,5%                | 244            | -24                  | 36,3%                 |
|                                                        | Partit Socialdemòcrata (SPD)              | 17.140.354 | 36,4%               | +2,9%                | 252            | +13                  | 37,5%                 |
|                                                        | Unió Social Cristiana (CSU)               | 3.427.196  | 7,3%                | +0,2%                | 50             | -1                   | 7,4%                  |
|                                                        | Partit Democràtic Lliure (FDP)            | 3.258.407  | 6,9%                | -4,1%                | 47             | -32                  | 7,0%                  |
|                                                        | Aliança 90/Els Verds                      | 3.424.315  | 7,3%                | +2,3%                | 49             | +41                  | 7,3%                  |
|                                                        | Partit del Socialisme Democràtic (PDS)    | 2.066.176  | 4,4%                | +2,0%                | 30             | +13                  | 4,5%                  |
|                                                        | Altres                                    | 1.698.766  | 3,6%                |                      | 0              |                      | 0,0%                  |
|                                                        | Totals                                    | 47.105.174 | 100,0%              |                      | 672            | +10                  | 100,0%                |

## Post-elecció
El SPD va escollir a Rudolf Scharping, Ministre-President de Renània-Palatinat, com a candidat per a Canceller contra Helmut Kohl, però la tensió entre Scharping i altres caps del SPD, com Oskar Lafontaine i Gerhard Schröder, va dificultar la seva campanya. Tot i que el SPD fou el partit més votat, la coalició del bloc CDU/CSU i el FDP va sumar més escons i Helmut Kohl continuà com a Canceller.